# Gunnar Sønstevold

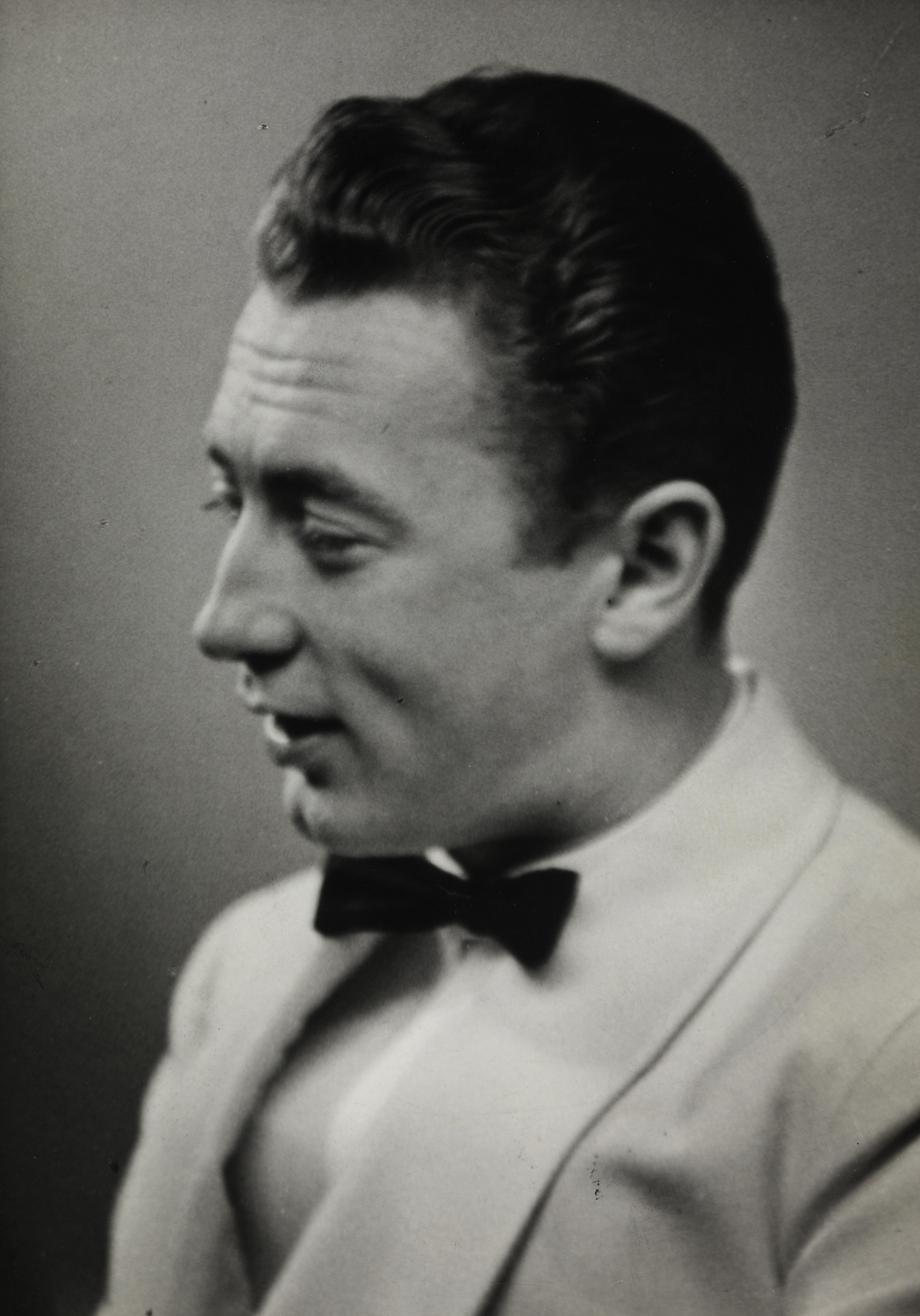
Gunnar Sønstevold (1912–1991)

Gunnar Sønstevold (* 26. November 1912 in Elverum; † 18. Oktober 1991 in Oslo) war ein norwegischer Komponist.

## Leben und Wirken
Sønstevold studierte seit 1932 in Oslo Klavier bei Erling Westher und Nils Larsen und Musiktheorie und Komposition bei Karl Andersen und Johannes Hanssen. Während seines Studiums war er erfolgreich als Jazzmusiker tätig; zwischen 1932 und 1939 spielte er Piano und Posaune im Quartett Funny Boys. Nach der Besetzung des Landes floh er 1940 nach Schweden, wo er in Stockholm bei Hilding Rosenberg studierte und seine Frau Maj heiratete, die gleichfalls komponierte.
Nach dem Ende der NS-Herrschaft kehrte er nach Norwegen zurück. Von 1946 bis 1969 komponierte er Musik für 40 Spielfilme und 3 Dokumentarfilme. Auch war er als Theaterkomponist tätig; als er 1957 eine Schauspielmusik zu William Shakespeares Der Sturm schrieb, experimentierte er als erster norwegischer Komponist mit elektronischen Instrumenten. Zwischen 1960 und 1967 setzte er seine Kompositionsstudien bei Hanns Jelinek an der Akademie für Musik und darstellende Kunst in Wien fort; nach seinem Aufenthalt in Wien war seine Musik weitgehend von der Zwölftontechnik geprägt. Von 1966 bis 1974 war er Leiter der Musikabteilung des norwegischen Fernsehens.
Sønstevold schrieb zwei Ballette, eine Sinfonietta, ein Saxophonkonzert, ein Doppelkonzert für Flöte und Fagott, kammermusikalische Werke. Seine Litany in Atlanta (1971) entstand im Gedenken an Louis Armstrong. Außerdem komponierte er mehrere Filmmusiken, zum Beispiel zu den Filmdramen Gassenjungen und Soweit die Kräfte reichen.

## Filmografie (Auswahl)
- 1948: Kampf ums schwere Wasser (Kampen om tungtvannet)
- 1949: Gassenjungen (Gategutter)
- 1954: Roald Amundsen – die Eroberung des Nord- und Südpols (Roald Amundsen)
- 1955: Det brenner i natt!
- 1957: Soweit die Kräfte reichen (Ni liv)
- 1958: Zurück ins Leben (Ut av mørket )
- 1959: Der Herr und seine Diener (Herren og hans tjenere )
- 1960: Die Jagd (Jakten)
- 1969: Ich heiße An-Magritt (An-Magritt)